# Marek Marcińczak

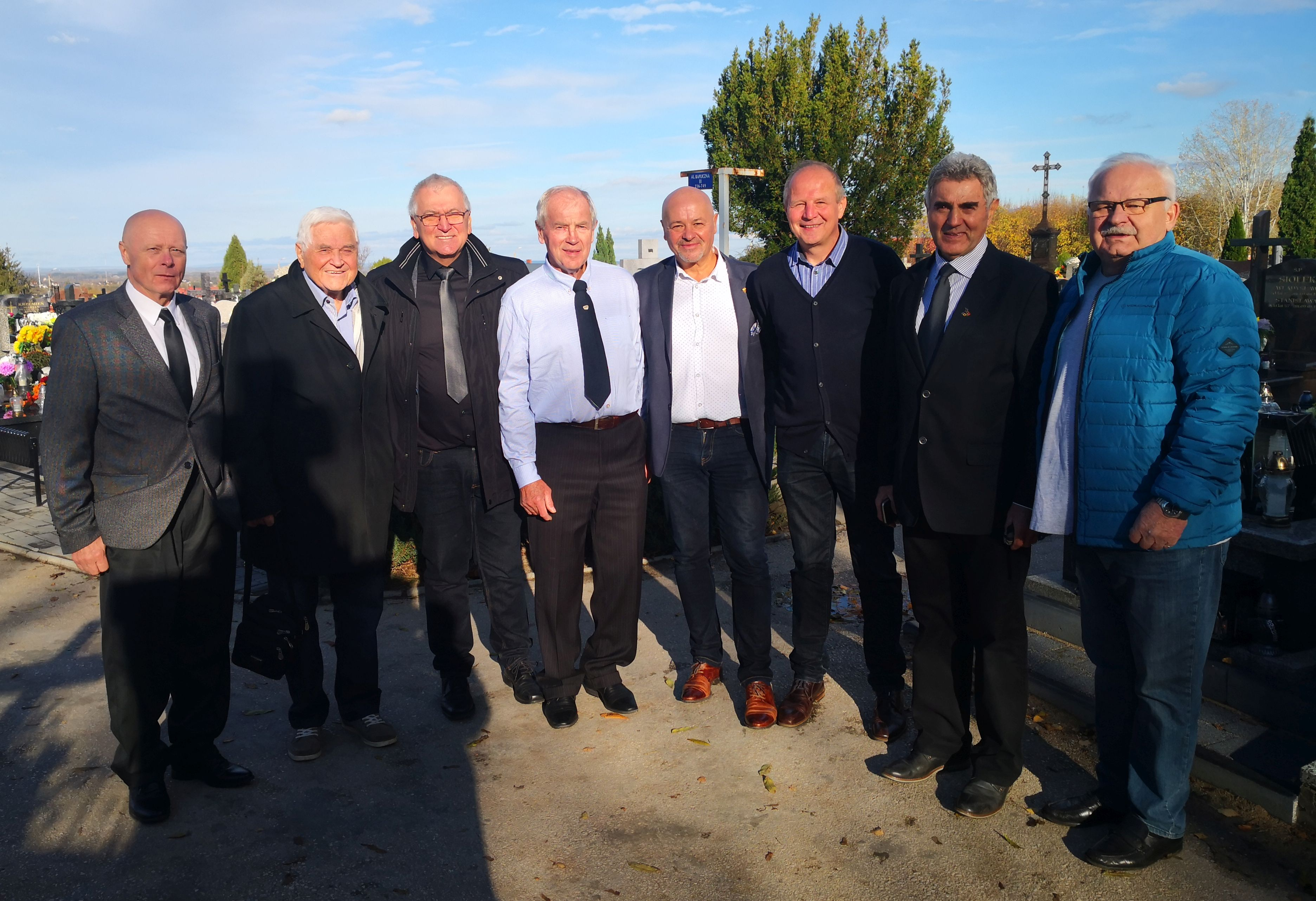
Marek Marcińczak, Leszek Lejczyk, Henryk Gruth, Mieczysław Jaskierski, Gabriel Samolej, Jacek Szopiński, Józef Batkiewicz i Mieczysław Nahuńko (w kolejności od lewej do prawej) uczestniczyli w ostatnim pożegnaniu hokeisty i trenera Jerzego Mruka na cmentarzu w Busku-Zdroju 4 listopada 2023 r.

Marek Marcińczak (ur. 19 stycznia 1954 w Nowym Targu) – polski hokeista grający na pozycji obrońcy, reprezentant kraju, dwukrotny olimpijczyk.

## Kariera sportowa
Reprezentował barwy Podhala Nowy Targ, GKS Katowice i Zagłębia Sosnowiec. Siedmiokrotny medalista mistrzostw Polski - 5-krotny złoty i 2-krotny srebrny.
W reprezentacji Polski wystąpił 70 razy strzelając 3 gole. Dwukrotnie wystąpił na igrzyskach olimpijskich (Innsbruck 1976, Lake Placid 1980. Uczestniczył w czterech turniejach o mistrzostwo świata (1975, 1976, 1977, 1979).